# Nicholas Cusack
Nicholas John Cusack (Rotherham, 24 dicembre 1965) è un ex calciatore inglese, di ruolo centrocampista.

## Carriera

### Club
Vanta 77 incontri di SPL, 2 sfide in Coppa delle Coppe UEFA e qualche centinaio di incontri tra la terza e la quarta divisione inglese.